# Ceratina humilior
Ceratina humilior är en biart som beskrevs av Cockerell 1916. Ceratina humilior ingår i släktet märgbin, och familjen långtungebin. Inga underarter finns listade i Catalogue of Life.